# Verena Altenberger
Verena Altenberger, née le 11 novembre 1987 à Schwarzach im Pongau, est une actrice autrichienne.

## Biographie
Verena Altenberger grandit dans le Land de Salzbourg à Dorfgastein, Hallein et Oberalm. Elle passe une partie de sa jeunesse au château de Winkl, une ancienne résidence de la noblesse, où sa mère était directrice de l'école d'agriculture de Winklhof à Oberalm,. À l'âge de 18 ans, Altenberger se rend à Vienne pour étudier le théâtre et passe une première audition au séminaire Max Reinhardt, mais n'y est pas acceptée. Elle entreprend ensuite des études de licence en sciences des médias et de la communication à l'Université de Vienne, où elle obtient son diplôme avec succès,. En septembre 2011, elle étudie le théâtre à l'Université de musique et des arts de la ville de Vienne où elle est diplômée en juin 2015.
Durant la saison 2010/2011, Verena Altenberger fait partie du Junge Burg Ensemble au Burgtheater de Vienne, où elle interprète le rôle-titre d'Alice au pays des merveilles (« Alice im Wunderland »), Blanche Barrow dans Bonny and Clyde et Isolde Weißhand dans Tristan und Isolde, entre autres rôles. Au cours de la saison 2013/2014, elle joue le rôle de Lore dans Le Chat botté (« Der gestiefelte Kater ») au Burgtheater, et en 2015, elle apparait sur la scène du Volkstheater de Vienne dans Haben dans le rôle de Rozí.
Dans la série télévisée autrichienne CopStories, Verena Altenberger interprète le rôle de Chantal de 2013 à 2018. Dans Mission : Impossible – Rogue Nation, elle apparaît dans une scène en tant qu'assistante du directeur de l'Opéra d'État de Vienne. En 2016, Altenberger décroche le rôle-titre dans la série comique allemande Magda macht das schon!, dans lequel elle joue une infirmière gériatrique polonaise,,,,.

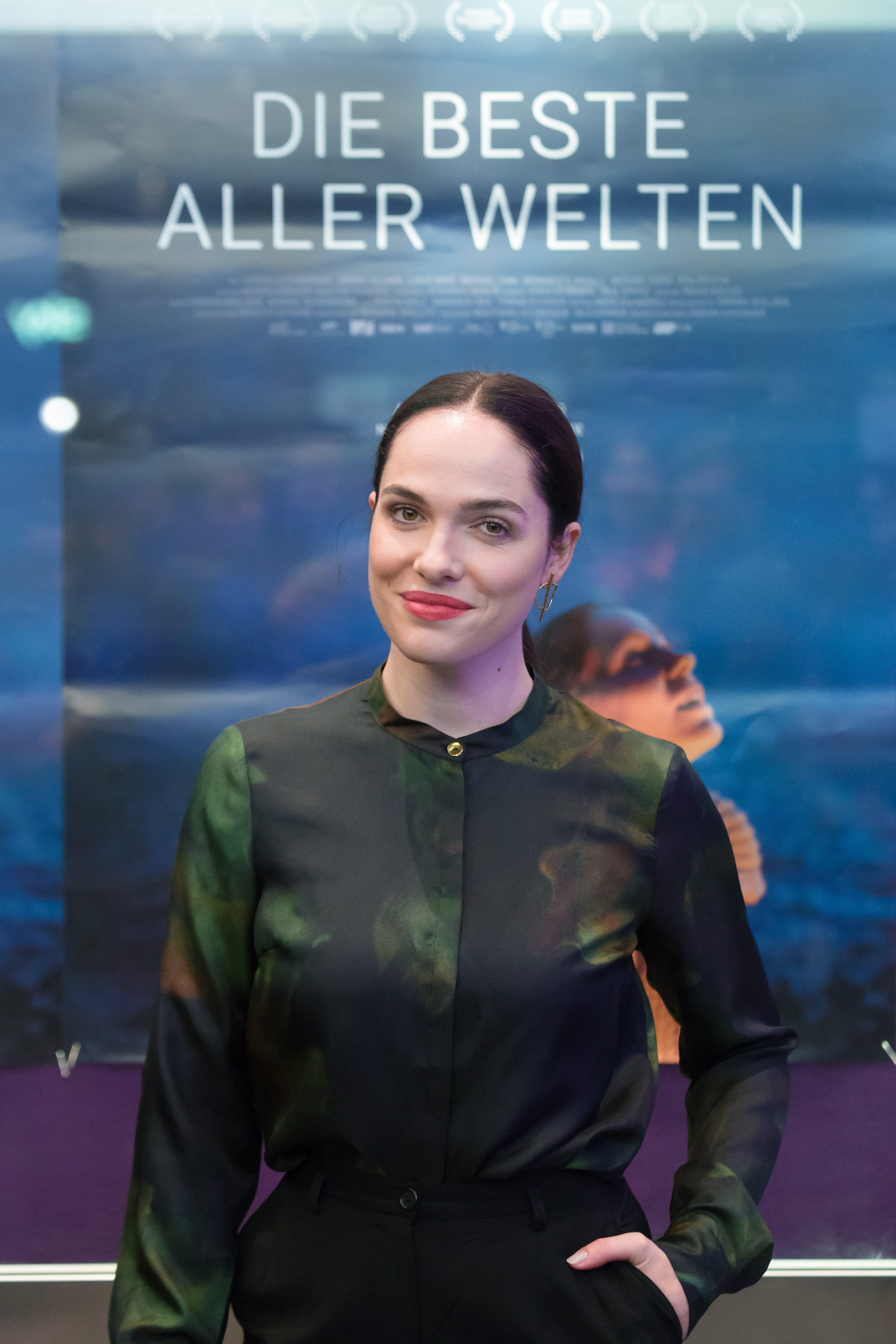
Verena Altenberger lors de la première de Die beste aller Welten au Gartenbaukino, Vienne (2017).

En 2017, elle est nommée au Prix allemand de la comédie pour son interprétation de Magda dans la catégorie « Meilleure actrice/Meilleur acteur ». Altenberger a reçu le prix Diagonale d'interprétation 2017 et le prix de la meilleure actrice au Festival international du film de Moscou, le prix du cinéma bavarois du meilleur nouveau venu et le prix du cinéma autrichien de l'actrice principale et bien d'autres pour son rôle principal dans Le meilleur de tous les mondes ("Die beste aller Welten"). Dans ce film d'Adrian Goiginger, elle incarne une femme accro à l'héroïne qui tente de surmonter son addiction et de la cacher à son fils – interprété par Jeremy Miliker – qu'elle aime plus que tout et pour qui elle veut être la meilleure mère possible. Le film a été présenté en première à la Berlinale 2017, où il a reçu le prix Compass-Perspektive. Dans Climb Every Mountain: Sound of Music Revisited (« Les Makemakes à Hollywood – Auf den Spuren von The Sound of Music », 2017), on peut entendre Verena Altenberger comme narratrice,. À l'automne 2017, elle a tourné pour le drame ORF/BR/ARTE Das Wunder von Wörgl dans le rôle de Rosa Unterguggenberger aux côtés de l'acteur et réalisateur autrichien Karl Markovics, réalisé par le réalisateur suisse Urs Egger. Début 2018, elle tourne sous la direction de David Schalko pour M – Eine Stadt sucht einen Mörder et en avril 2018, elle tourne pour le drame historique Ein Dorf wehrt sich – Das Geheimnis von Altaussee, une coproduction de ZDF, ORF et Arte.
En 2018, Altenberger succède à Matthias Brandt dans la série policière allemande Polizeiruf 110 et endosse le rôle de l'enquêteuse munichoise Elisabeth « Bessie » Eyckhoff dans l'épisode Der Ort, von dem die Wolken kommen,. Dans la troisième saison de la série policière SCHULD, Schuld nach Ferdinand von Schirach (de), elle joue le rôle de Sheryl.
En septembre 2019, elle tourne le documentaire Virginia – Das ungelöste Rätsel der Salzburger Mafiabraut Virginia Hill sur la figure du crime organisé Virginia Hill aux côtés de Michael Dangl dans le rôle de Hans Hauser pour Servus TV, réalisé par Sascha Köllnreiter et produit par Adrian Goiginger et Peter Wildling,. Dans le thriller télévisé Arte Die Spur der Mörder, 2019, Altenberger joue l'enquêteur d'Interpol Carla Orlando aux côtés de Heino Ferch dans le rôle de l'enquêteur en chef Ingo Thiel. Fin 2019, elle tournait pour ORF/BR la comédie Schönes Schlamassel de Wolfgang Murnberger aux côtés de Maxim Mehmet, dans laquelle elle incarne Anne, une libraire non juive très passionnée par le judaïsme. En février 2019, Altenberger était l'invité de l'émission Frühstück bei mir de Claudia Stöckl sur la radio autrichienne Ö3. En décembre 2019, Altenberger est l'invitée du talk-show satirique de fin de soirée Wir sind Kaiser.
En 2021, Verena Altenberger collabore de nouveau avec le metteur en scène Adrian Goiginger pour la production Märzengrund, basée sur la pièce du même nom de Felix Mitterer. Simultanément, elle tourne la série Wild Republic pour MagentaTV dans le Tyrol du Sud. et est devenue chauve pour son interprétation d'un patient atteint de cancer dans le premier film de Chris Raiber, Unter der Haut der Stadt,. Dans la tragi-comédie Me, We, dont la première a eu lieu à la Graz Diagonale en juin 2021, elle incarne le rôle de Marie, qui part pour Lesbos pour apporter les premiers soins aux réfugiés arrivant dans un camp d'ONG sur la côte.
Dans Jedermann (Everyman) au Festival de Salzbourg de 2021 et 2022, elle a endossé le rôle de Paramour (Buhlschaft) aux côtés de l'acteur allemand Lars Eidinger dans le rôle-titre,.

### Académie autrichienne du cinéma
En novembre 2021, Verena Altenberger a pris la présidence de l'Académie autrichienne du cinéma avec le réalisateur et producteur Arash T. Riahi de leur duo prédécesseur de longue date Stefan Ruzowitzky et Ursula Strauss.

## Filmographie (partielle)

### Au cinéma
- 2014 :  Therapy for a Vampire : Frau im Dirndl
- 2017 :  Cold Hell : Ranya
- 2017 :  La Meilleure du monde : Helga Wachter
- 2017 :  All the Tired Horses : Ulli (court métrage)
- 2017 :  L'Ultime acte de loyauté : Kriemhild (court métrage)
- 2018 :  La Monnaie miraculeuse : Rosa Unterguggenberger
- 2019 :  In Her Boots : Mia  (court métrage, voix)
- 2020 :  Virginia : Virginia Hill
- 2021 :  Me, We : Marie
- 2021 :  Generation Beziehungsunfähig : Martha
- 2021 : Hannes : Dr. Redlich
- 2022 :  Une vie à part : Moid
- 2023 :  Sterne unter der Stadt : Caro
- 2023 :  Ralentir la chute  (court métrage)
- 2024 :  Im Rosengarten
- 2024 : Bach : Ein Weihnachtswunder : Anna 'Magdalena' Bach
- No Beast So Fierce  (en postproduction)
- The Life of Wishes : Paula (en postproduction)

### À la télévision
- 2012 :  Schnell ermittelt : Assistentin von Dr. Poschner (non créditée) (série télévisée, 1 épisode)
- 2012 :  Bonnie & Clyde   (téléfilm)
- 2012 :  Die Lottosieger : Cindy Kretz (série télévisée, 3 épisodes)
- 2012 :  SOKO Kitzbühel : Yvonne (série télévisée, 1 épisode)
- 2013 :  Tom Turbo : Supergirl (série télévisée, 1 épisode)
- 2013-2018 :  CopStories : Chantal (série télévisée, 17 épisodes)
- 2013 :  Im Schleudergang : Tatjana (série télévisée, 1 épisode)
- 2013 :  SOKO Donau : Jenny Peschke (série télévisée, 1 épisode)
- 2014 :  Hart an der Grenze : Elli (téléfilm)
- 2014 :  Universum History : Wilhelmine Herzogin von Sagan (série télévisée, 1 épisode)
- 2015 :  Altes Geld : Politredakteurin (Mini-série télévisée, 1 épisode)
- 2016-2017 :  Lena Lorenz : Hanne Striebel (Hanna Striebel, 6 épisodes)
- 2016-2019 :  Tatort : Sekretärin / Valli Granitzer (série télévisée, 2 épisodes)
- 2016 :  Das Geheimnis der Hebamme : Dame Margareth (Mini-série télévisée)
- 2016 :  Der Hafenpastor und das Blaue vom Himmel : Ina (téléfilm)
- 2016 :  Kästner und der kleine Dienstag : Unbekannte Eroberung (téléfilm)
- 2016 :  Le Secret de la cascade : Hannah (téléfilm)
- 2017 :  Hubert ohne Staller : Marcella Torres (série télévisée, 1 épisode)
- 2017-2021 :  Magda macht das schon! : Magda Wozniak (série télévisée, 46 épisodes)
- 2017 :  Division criminelle : Sarah Fischer (série télévisée, 1 épisode)
- 2018 :  Der Geldmacher - Das Experiment des Michael Unterguggenberger : Rosa Unterguggenberger (téléfilm)
- 2018 :  Diffamation : Kommissarin Baumann (téléfilm)
- 2018 :  Die Toten von Salzburg : Annemarie Edlinger (série télévisée, 1 épisode)
- 2018 :  Meurtres en eaux troubles : Maike Vogel (série télévisée, 1 épisode)
- 2019 :  L'Empreinte des tueurs : Carla Orlando (téléfilm)
- 2019-2023 : Polizeiruf 110 : Elisabeth Eyckhoff / Bessie Eyckhoff / Polizeioberkommissarin Elisabeth Eyckhoff (série télévisée, 6 épisodes)
- 2019 :  1945 - Un village se rebelle : Eva Schädler (téléfilm)
- 2019 : M le Maudit : 6 épisodes (mini-série télévisée, 6 épisodes)
- 2019 :  Schuld : Sheryl (série télévisée, 1 épisode)
- 2020 :  Schönes Schlamassel : Anne (téléfilm)
- 2021 :  Die Doppelte Frau : Betty Steinhart (mini-série télévisée)
- 2021 :  Wild Republic : Rebecca Frahm (série télévisée, 8 épisodes)
- 2022 :  Riesending : Birgit Eberharter (mini-série télévisée, 2 épisodes)
- 2022 :  Gesicht der Erinnerung : Christina (téléfilm)

## Prix et nominations
- Pour Die beste aller Welten : 
  - 2017 : Diagonale : prix de la meilleure actrice[35]
  - 2017 : Festival international du film de Moscou : prix de la meilleure actrice[36]
  - 2017 : Deutscher Regiepreis Metropolis : prix de la meilleure actrice[37]
  - 2018 : Bayerischer Filmpreis 2017 : prix de la meilleure actrice[38]
  - 2018 : Prix du cinéma autrichien 2018 : prix de la meilleure actrice dans un rôle principal[39],[40]
  - 2018 : Riverside International Film Festival 2018 : prix de la meilleure actrice[41]
  - 2018 : Harlem International Film Festival 2018 : prix de la meilleure actrice[42]
  - 2018 : Worldfest Houston Independent International Film Festival 2018 : prix de la meilleure actrice[43]
  - 2018 : Milan International Film Festival 2018 – Awarded Best Acting Performance[44]
  - 2018 : Hell's Half Mile Film & Music Festival Bay City, Michigan 2018 : Meilleure actrice dans un rôle principal
  - 2018 : Meraki Film Festival 2018 : prix de la meilleure actrice
  - 2018 : Courage Film Festival 2018 : prix de la meilleure actrice[45]
  - 2018 : Romyverleihung 2018 : nommée dans la catégorie Most Popular Actress Cinema/TV-Film
  - 2018 : Deutscher Schauspielpreis 2018 : nommée dans la catégorie Meilleure actrice dans un rôle principal
- Pour Magda macht das schon! : 
  - 2017 : Deutscher Comedypreis : nommée dans la catégorie Best Actress/Best Actor[46]
- Pour Das Wunder von Wörgl : 
  - 2019 : Romyverleihung 2019 : nommée dans la catégorie Most Popular Actress Cinema/TV-Film[47]
- 2019 : International Salzburg woman of the year[48],[49]
- 2020 : Romyverleihung 2020 : nommée dans la catégorie Most Popular Actress[50]
- 2021 : Prix Nestroy 2021 : nommée dans la catégorie Most Popular Actress[51]
- 2021 : Prix Nestroy 2021 : nommée dans la catégorie Most Popular Actress TV-series[52]
- 2022 : Jupiter Award : nommée dans la catégorie meilleure actrice (Cinéma, TV, Streaming) (National) pour Wild Republic